# Homosexualität in Brasilien

Brasilien

In Brasilien ist das Thema Homosexualität geprägt von einer – im internationalen Vergleich – frühzeitigen liberalen Gesetzgebung zur Gleichberechtigung von Schwulen und Lesben, der eine verhältnismäßig geringe gesellschaftliche Akzeptanz und eine hohe Quote gewalttätiger Übergriffe gegenüberstehen.

## Legalität
Homosexuelle Handlungen werden in Brasilien bereits seit 1823 nicht mehr juristisch verfolgt.

## Antidiskriminierungsgesetze
Die Verfassung der Bundesstaaten Mato Grosso und Sergipe aus dem Jahr 1989 verbieten Diskriminierung aufgrund der sexuellen Orientierung. Seit 2003 gilt dies auch in 73 Kommunalgesetzen, darunter auch in São Paulo und Rio de Janeiro, sowie in drei Bundesstaatsverfassungen. In Rio wurde dies im Mai 2000 durch ein Gesetz ergänzt, wonach zum Beispiel Hotels, Restaurants und Bars bei benachteiligender Behandlung homosexueller Gäste mit einer Geldstrafe von bis zu 7.000 Dollar bestraft werden und bis zu einem Monat geschlossen werden können. Im Mai 2019 urteilte das oberste Gericht, dass Diskriminierung von Homo- und Transsexuellen mit einer Haftstrafe von ein bis fünf Jahren bestraft werden kann.

## Anerkennung gleichgeschlechtlicher Paare

Anerkennung gleichgeschlechtlicher Paare in Südamerika

Gleichgeschlechtliche Lebenspartnerschaften wurden bereits in dem Bundesstaat Rio Grande do Sul und in Goiânia, der Hauptstadt des Bundesstaates Goiás, gesetzlich anerkannt.
2010 erkannte der Oberste Gerichtshof die Adoption zweier Kinder durch ein lesbisches Paar für rechtens an, was vielfach als Präzedenzfall gewertet wurde. Im Dezember 2010 beschloss die brasilianische Regierung, dass gleichgeschlechtliche Paare landesweit die gleiche Hinterbliebenenversorgung erhalten. Seit Januar 2011 erhalten in Brasilien künftig Einzelpersonen sowie gleichgeschlechtliche Paare den Zugang zur künstlichen Befruchtung, wie dies auch im benachbarten Argentinien und in Uruguay erlaubt ist.
Neben dem seit Januar 2011 erlaubten Zugang von gleichgeschlechtlichen Paaren zu Samenbanken ist ebenso der Weg einer gemeinschaftlichen Adoption in Brasilien landesweit offen. Verschiedene Gerichtsurteile der letzten Jahre haben dies ermöglicht.
Im Frühjahr 2011 starteten 171 Abgeordnete und Senatoren unter Führung des Sozialisten Jean Wyllys, dem ersten offen schwulen Parlamentarier des Landes, eine Initiative zur Öffnung der Ehe im Parlament. Im Mai 2011 urteilte das Oberste Gericht Brasiliens, dass gleichgeschlechtlichen Paaren die gleichen Rechte wie verheirateten heterosexuellen Ehepaaren zustehen. Ende Juni 2011 wurde die erste gleichgeschlechtliche Ehe in São Paulo staatlicherseits anerkannt. Im Oktober 2011 urteilte der Oberste Gerichtshof in Brasilia höchstgerichtlich, eine gleichgeschlechtliche Ehe einem lesbischen Paar zu gewähren. Im Dezember 2012 öffnete der Bundesstaat São Paulo die Ehe für gleichgeschlechtliche Paare; zuvor öffneten die Bundesstaaten Alagoas (7. Dezember 2011), Sergipe (15. Juli 2012), Espírito Santo (15. August 2012) und Bahia (26. November 2012) die Ehe
Im April 2013 folgten als weitere Bundesstaaten mit Eheöffnung für gleichgeschlechtliche Paare die Bundesstaaten Mato Grosso do Sul, Ceará und Paraná. Als weiterer Bundesstaat öffnete Mitte April 2013 Rio de Janeiro die Ehe für gleichgeschlechtliche Paare.
Am 14. Mai 2013 stimmte der Nationale Justizrat (CNJ) mit einer Mehrheit von 14 zu 1 Stimmen für die landesweite Öffnung der Ehe für gleichgeschlechtliche Paare.

## Gesellschaftliche Situation

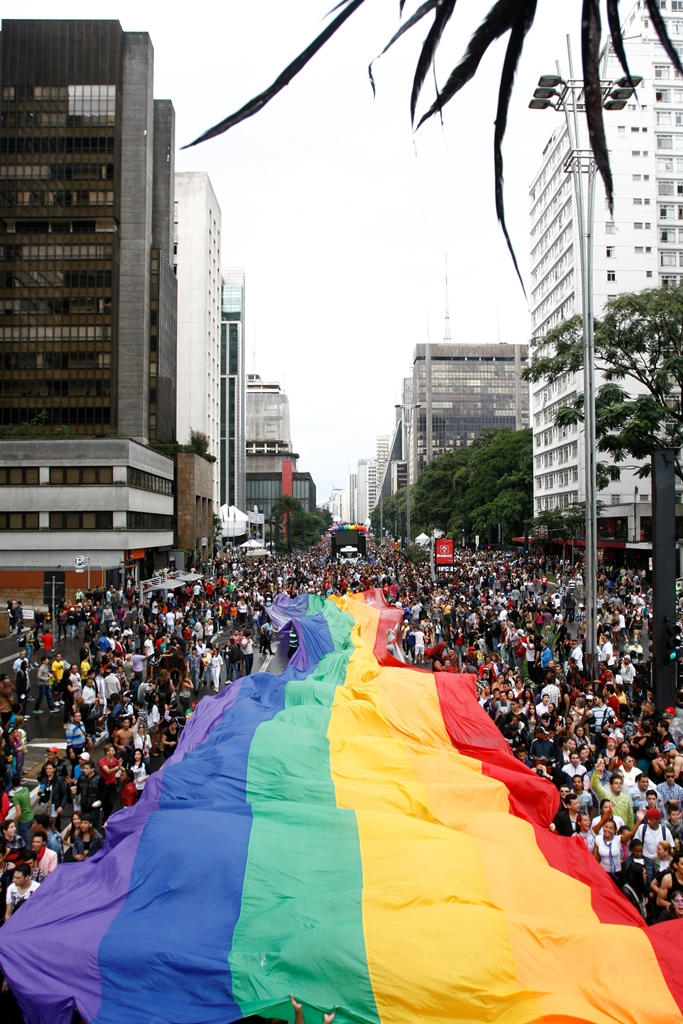
Parada do Orgulho GLBT de São Paulo 2012

Die Parada do orgulho GLBT in São Paulo fand erstmals am 28. Juni 1997 mit 2000 Teilnehmern statt und ist inzwischen mit über zwei Millionen Menschen im Jahr 2006 die weltweit größte Demonstration dieser Art.
Während die gesetzliche Situation in Brasilien bezüglich der Gleichbehandlung seit jeher im internationalen Vergleich als besonders fortschrittlich gilt, wird die gesellschaftliche Toleranz als sehr gering beurteilt, was sich besonders in der hohen Anzahl gewalttätiger Übergriffe zeigt.
Die Grupo Gay da Bahia war die erste Menschenrechtsorganisation für Homosexuelle in Brasilien. Sie wurde 1983 als Non-Profit-Organisation gegründet und 1983 zu einer Organisation des öffentlichen Diensts in Salvador da Bahia ernannt.
Innerhalb der Gesellschaft findet auch heute noch häufig Diskriminierung aufgrund sexueller Identität statt. Laut einem Bericht von Amnesty International wurden im Jahr 2002 126 Homosexuelle ermordet. Brasilien liegt damit weltweit an vorderster Stelle bezüglich Gewalt an Homosexuellen.
Für einen Teil der 169 Morde im Jahr 1999 soll die Gruppe Acorda Coracao im Stadtteil Nova Iguaco in Rio de Janeiro verantwortlich gewesen sein, die ihre Opfer erschossen hatte.
Da die Zahlen der Morde einer Statistik der Grupo Gay da Bahia übernommen wurden, welche wiederum lediglich auf der Sammlung verschiedener Presseberichte basiert, wird von einer weitaus höheren Gewaltrate ausgegangen.
Im Sommer 2006 wurde die Kampagne Brazil Against Homophobia initiiert, die sowohl durch Plakatwände als auch durch Fernsehspots auf die Problematik der Homophobie aufmerksam machte.